# موريس سواديش
موريس سواديش (22 يناير 1909 - 20 يونيو 1967) (بالإنجليزية: Morris Swadesh)‏ لغوي وأنثروبولوجي أمريكي، متخصص في اللسانيات المقارنة واللسانيات التاريخية.
كان أحد مؤسسي حلقة نيويورك اللسانية، رفقة كل من كلود ليفي ستروس ورومان ياكوبسون وأندريه مارتنيه.

## مسيرته
وُلد سواديش في ماساتشوستس لأبوين مهاجرين يهود بيسارابيان. أكمل درجة البكالوريوس والماجستير في جامعة شيكاغو، ودرس تحت إشراف إدوارد سابير، ثم انتقل رفقة سابير إلى جامعة ييل حيث حصل على درجة الدكتوراه. في عام 1933. درس سواديش في جامعة ويسكونسن-ماديسون من 1937 إلى 1939، ثم خلال الحرب العالمية الثانية عمل على مشاريع مع القوات البرية للولايات المتحدة ومكتب الخدمات الاستراتيجية. أصبح أستاذاً في كلية مدينة نيويورك بعد انتهاء الحرب، لكنه طُرد عام 1949 بسبب عضويته في الحزب الشيوعي الأمريكي. قضى معظم ما تبقى من حياته التدريس في المكسيك وكندا.
كان لسواديش اهتمام خاص باللغات الأصلية للأمريكتين، وأجرى عملاً ميدانيًا واسع النطاق في جميع أنحاء أمريكا الشمالية. كان واحداً من رواد علم مقارنة اللغة والتاريخ (glochochronology) والإحصاء المعجمي (Lexicostatistics)، وقد اشتهر بتكوينه ل"قائمة سواديش"، وهي مجموعة من المفاهيم الأساسية التي يُعتقد أنها تقدم عبر الثقافات، وبالتالي فهي مناسبة للمقارنة بين اللغات. اعتقد سوادش أن تقنياته يمكن أن تكتشف علاقات عميقة بين اللغات، مما يسمح بتحديد العائلة الكبيرة وربما حتى اللغة البدائية الأصلية. نظرياته كانت في كثير من الأحيان مثيرة للجدل، وبعضها تم إهمالها من قبل اللغويين في وقت لاحق.

## روابط خارجية
- موريس سواديش على موقع الموسوعة البريطانية (الإنجليزية)